# Мікротунелювання
Мікротунелювання — сучасна технологія, що дозволяє здійснювати прокладку трубопроводів різного діаметра в складних гідрогеологічних умовах, у тому числі скельних породах, без розкриття поверхні. Особливо ефективне застосування мікротунельних щитових комплексів в умовах щільної міської забудови при прокладанні на значних глибинах на відстань до 1,0 км.
Важливі особливості мікротунелювання — це висока точність проходки і постійний контроль траєкторії.

## Історія розвитку
Розвиток і практичне освоєння мікрощитової технології почалося в Японії в 70-х рр. У 1979 р. її застосували у ФРН, в 1986 р. — у Великій Британії, в 1989 р. — у Франції. Обсяг робіт в Японії в 1985 р. склав 298 км, у 1989 р. — 650 км, а в поточний час становить близько 2000 км на рік.
Провідна фірма «Ісекі Полі-Тех» спочатку 90-х рр. випустила 542 комплекси для проведення мікротунелів діаметрами від 250 до 900 мм.
В Німеччині щорічно випускають до 50 комплексів. Виключно у Берліні зараз працює близько 20 комплексів. Найбільші виробники комплексів у Німеччині: «Херренкнехт», «Зольтау», «Вестфалія-Бекор», «Бортекс» та ін.

## Принцип роботи
Для будівництва колектора вистачає двох стволів — стартового і приймального, глибина яких відповідає глибині прокладки мереж. Залежно від діаметра колектора, геологічних та місцевих умов складається комплект устаткування. У стандартному виконанні прохідницький щит оснащений голівкою з чотирма ребрами, на яких встановлені стрижневі й штихельні різці. Самі ребра також дроблять більші шматки породи в процесі проходки. Стандартний щит здійснює проходку в ґрунтах від 1-ї до 5-ї категорії міцності.
Гідроциліндри керування усередині щита дозволяють здійснювати поворот керованої передньої частини щита на кут до 4º, таким чином змінюючи напрямок проходки.

## Переваги та недоліки
До переваг мікрощитової технології слід віднести наступні:
1. Мінімальні розміри будмайданчика при прокладанні підземних комунікацій;
2. Мінімальні розміри майданчика для зберігання зведених конструкцій (труб, секцій продавлювання);
3. Мінімальна чисельність обслуговчого персоналу;
4. Високий рівень механізації та автоматизації виробничих процесів;
5. Можливість застосування практично для будь-яких ґрунтів і навіть скельних порід;
6. Високі темпи прокладання трубопроводів.

Недоліками є:
1. Високі вимоги до кваліфікації персоналу;
2. Неможливість заміни в процесі продавлювання трубопроводу його ділянок, зруйнованих внаслідок аварії;
3. Можливість вилучення мікрощита з тунелю виключно на самому початку прохідницьких робіт. У разі виходу мікрощита з ладу під час проходки його витяг пов'язано з розкриттям поверхні, що складно здійснити під залізничними коліями або водоносними горизонтами;
4. Вимога відсутності в ґрунті твердих включень (валуни, булижник, старі фундаменти тощо), тому що вони можуть стати непереборною перешкодою для прохідницьких робіт.